# 19e étape du Tour d'Espagne 2004
Pour un article plus général, voir Tour d'Espagne 2004.
La 19e étape du Tour d'Espagne 2004 a eu lieu le 24 septembre 2004 entre la ville de Ávila et celle de Collado Villalba sur une distance de 142 km. Elle a été remportée par l'Espagnol Constantino Zaballa (Saunier Duval-Prodir) devant le Moldave Ruslan Ivanov (Alessio-Bianchi) et l'Italien Damiano Cunego (Saeco). Roberto Heras (Liberty Seguros) conserve le maillot de leader à l'issue de l'étape.

## Classement de l'étape
| \| Classement de l'étape \| Classement de l'étape \| Classement de l'étape \| Classement de l'étape \| Classement de l'étape \| \| Coureur \| Coureur \| Pays \| Équipe \| Temps \| \| --------------------- \| --------------------- \| --------------------- \| ---------------------------------- \| --------------------- \| \| 1er \| Constantino Zaballa \| Espagne \| Saunier Duval-Prodir \| 3 h 33 min 32 s \| \| 2e \| Ruslan Ivanov \| Moldavie \| Alessio-Bianchi \| + 1 min 23 s \| \| 3e \| Damiano Cunego \| Italie \| Saeco \| + 1 min 23 s \| \| 4e \| José Luis Arrieta \| Espagne \| Illes Balears-Banesto \| + 1 min 23 s \| \| 5e \| Eddy Mazzoleni \| Italie \| Saeco \| + 1 min 23 s \| \| 6e \| Juan Manuel Gárate \| Espagne \| Lampre \| + 1 min 23 s \| \| 7e \| Félix Cárdenas \| Colombie \| Cafés Baqué \| + 1 min 23 s \| \| 8e \| Stefano Garzelli \| Italie \| Vini Caldirola-Nobili Rubinetterie \| + 1 min 23 s \| \| 9e \| Benoît Joachim \| Luxembourg \| US Postal Service-Berry Floor \| + 1 min 23 s \| \| 10e \| Dario Cioni \| Italie \| Fassa Bortolo \| + 1 min 23 s \| |                     |            |                                    |                 |
| |                     |            |                                    |                 |
| |                     |            |                                    |                 |
| Classement de l'étape |                     |            |                                    |                 |
| Coureur | Coureur             | Pays       | Équipe                             | Temps           |
| 1er | Constantino Zaballa | Espagne    | Saunier Duval-Prodir               | 3 h 33 min 32 s |
| 2e | Ruslan Ivanov       | Moldavie   | Alessio-Bianchi                    | + 1 min 23 s    |
| 3e | Damiano Cunego      | Italie     | Saeco                              | + 1 min 23 s    |
| 4e | José Luis Arrieta   | Espagne    | Illes Balears-Banesto              | + 1 min 23 s    |
| 5e | Eddy Mazzoleni      | Italie     | Saeco                              | + 1 min 23 s    |
| 6e | Juan Manuel Gárate  | Espagne    | Lampre                             | + 1 min 23 s    |
| 7e | Félix Cárdenas      | Colombie   | Cafés Baqué                        | + 1 min 23 s    |
| 8e | Stefano Garzelli    | Italie     | Vini Caldirola-Nobili Rubinetterie | + 1 min 23 s    |
| 9e | Benoît Joachim      | Luxembourg | US Postal Service-Berry Floor      | + 1 min 23 s    |
| 10e | Dario Cioni         | Italie     | Fassa Bortolo                      | + 1 min 23 s    |

## Classement général
| \| Classement général \| Classement général \| Classement général \| Classement général \| Classement général \| \| Coureur \| Coureur \| Pays \| Équipe \| Temps \| \| ------------------ \| -------------------------- \| ------------------ \| ---------------------------------- \| ------------------ \| \| 1er \| Roberto Heras \| Espagne \| Liberty Seguros \| 72 h 13 min 01 s \| \| 2e \| Santiago Pérez \| Espagne \| Phonak Hearing Systems \| + 1 min 13 s \| \| 3e \| Alejandro Valverde \| Espagne \| Comunidad Valenciana-Kelme \| + 2 min 15 s \| \| 4e \| Francisco Mancebo \| Espagne \| Illes Balears-Banesto \| + 2 min 16 s \| \| 5e \| Isidro Nozal \| Espagne \| Liberty Seguros \| + 6 min 08 s \| \| 6e \| Carlos García Quesada \| Espagne \| Comunidad Valenciana-Kelme \| + 6 min 16 s \| \| 7e \| Carlos Sastre \| Espagne \| CSC \| + 7 min 56 s \| \| 8e \| José Ángel Gómez Marchante \| Espagne \| Costa de Almería-Paternina \| + 10 min 21 s \| \| 9e \| Stefano Garzelli \| Italie \| Vini Caldirola-Nobili Rubinetterie \| + 12 min 21 s \| \| 10e \| Luis Pérez Rodríguez \| Espagne \| Cofidis-Le Crédit par Téléphone \| + 12 min 25 s \| |                            |         |                                    |                  |
| |                            |         |                                    |                  |
| |                            |         |                                    |                  |
| Classement général |                            |         |                                    |                  |
| Coureur | Coureur                    | Pays    | Équipe                             | Temps            |
| 1er | Roberto Heras              | Espagne | Liberty Seguros                    | 72 h 13 min 01 s |
| 2e | Santiago Pérez             | Espagne | Phonak Hearing Systems             | + 1 min 13 s     |
| 3e | Alejandro Valverde         | Espagne | Comunidad Valenciana-Kelme         | + 2 min 15 s     |
| 4e | Francisco Mancebo          | Espagne | Illes Balears-Banesto              | + 2 min 16 s     |
| 5e | Isidro Nozal               | Espagne | Liberty Seguros                    | + 6 min 08 s     |
| 6e | Carlos García Quesada      | Espagne | Comunidad Valenciana-Kelme         | + 6 min 16 s     |
| 7e | Carlos Sastre              | Espagne | CSC                                | + 7 min 56 s     |
| 8e | José Ángel Gómez Marchante | Espagne | Costa de Almería-Paternina         | + 10 min 21 s    |
| 9e | Stefano Garzelli           | Italie  | Vini Caldirola-Nobili Rubinetterie | + 12 min 21 s    |
| 10e | Luis Pérez Rodríguez       | Espagne | Cofidis-Le Crédit par Téléphone    | + 12 min 25 s    |

## Classements annexes
| Classement par points | Classement par points | Classement par points | Classement par points      | Classement par points |
| Coureur               | Coureur               | Pays                  | Équipe                     | Points                |
| --------------------- | --------------------- | --------------------- | -------------------------- | --------------------- |
| 1er                   | Erik Zabel            | Allemagne             | T-Mobile                   | 152 pts               |
| 2e                    | Alejandro Valverde    | Espagne               | Comunidad Valenciana-Kelme | 136 pts               |
| 3e                    | Roberto Heras         | Espagne               | Liberty Seguros            | 118 pts               |
| 4e                    | Francisco Mancebo     | Espagne               | Illes Balears-Banesto      | 106 pts               |
| 5e                    | Santiago Pérez        | Espagne               | Phonak Hearing Systems     | 96 pts                |

| Classement par points | Classement par points | Classement par points | Classement par points      | Classement par points |
| Coureur               | Coureur               | Pays                  | Équipe                     | Points                |
| --------------------- | --------------------- | --------------------- | -------------------------- | --------------------- |
| 1er                   | Erik Zabel            | Allemagne             | T-Mobile                   | 152 pts               |
| 2e                    | Alejandro Valverde    | Espagne               | Comunidad Valenciana-Kelme | 136 pts               |
| 3e                    | Roberto Heras         | Espagne               | Liberty Seguros            | 118 pts               |
| 4e                    | Francisco Mancebo     | Espagne               | Illes Balears-Banesto      | 106 pts               |
| 5e                    | Santiago Pérez        | Espagne               | Phonak Hearing Systems     | 96 pts                |

| Classement de la montagne | Classement de la montagne | Classement de la montagne | Classement de la montagne | Classement de la montagne |
| Coureur                   | Coureur                   | Pays                      | Équipe                    | Points                    |
| ------------------------- | ------------------------- | ------------------------- | ------------------------- | ------------------------- |
| 1er                       | Félix Cárdenas            | Colombie                  | Cafés Baqué               | 167 pts                   |
| 2e                        | Roberto Heras             | Espagne                   | Liberty Seguros           | 107 pts                   |
| 3e                        | Santiago Pérez            | Espagne                   | Phonak Hearing Systems    | 102 pts                   |
| 4e                        | Francisco Mancebo         | Espagne                   | Illes Balears-Banesto     | 90 pts                    |
| 5e                        | Constantino Zaballa       | Espagne                   | Saunier Duval-Prodir      | 80 pts                    |

| Classement de la montagne | Classement de la montagne | Classement de la montagne | Classement de la montagne | Classement de la montagne |
| Coureur                   | Coureur                   | Pays                      | Équipe                    | Points                    |
| ------------------------- | ------------------------- | ------------------------- | ------------------------- | ------------------------- |
| 1er                       | Félix Cárdenas            | Colombie                  | Cafés Baqué               | 167 pts                   |
| 2e                        | Roberto Heras             | Espagne                   | Liberty Seguros           | 107 pts                   |
| 3e                        | Santiago Pérez            | Espagne                   | Phonak Hearing Systems    | 102 pts                   |
| 4e                        | Francisco Mancebo         | Espagne                   | Illes Balears-Banesto     | 90 pts                    |
| 5e                        | Constantino Zaballa       | Espagne                   | Saunier Duval-Prodir      | 80 pts                    |

| Classement du combiné | Classement du combiné | Classement du combiné | Classement du combiné      | Classement du combiné |
| Coureur               | Coureur               | Pays                  | Équipe                     | Points                |
| --------------------- | --------------------- | --------------------- | -------------------------- | --------------------- |
| 1er                   | Roberto Heras         | Espagne               | Liberty Seguros            | 6 pts                 |
| 2e                    | Santiago Pérez        | Espagne               | Phonak Hearing Systems     | 10 pts                |
| 3e                    | Alejandro Valverde    | Espagne               | Comunidad Valenciana-Kelme | 11 pts                |
| 4e                    | Francisco Mancebo     | Espagne               | Illes Balears-Banesto      | 12 pts                |
| 5e                    | Isidro Nozal          | Espagne               | Liberty Seguros            | 22 pts                |

| Classement du combiné | Classement du combiné | Classement du combiné | Classement du combiné      | Classement du combiné |
| Coureur               | Coureur               | Pays                  | Équipe                     | Points                |
| --------------------- | --------------------- | --------------------- | -------------------------- | --------------------- |
| 1er                   | Roberto Heras         | Espagne               | Liberty Seguros            | 6 pts                 |
| 2e                    | Santiago Pérez        | Espagne               | Phonak Hearing Systems     | 10 pts                |
| 3e                    | Alejandro Valverde    | Espagne               | Comunidad Valenciana-Kelme | 11 pts                |
| 4e                    | Francisco Mancebo     | Espagne               | Illes Balears-Banesto      | 12 pts                |
| 5e                    | Isidro Nozal          | Espagne               | Liberty Seguros            | 22 pts                |

| Classement par équipes | Classement par équipes     | Classement par équipes | Classement par équipes |
| Équipe                 | Équipe                     | Pays                   | Temps                  |
| ---------------------- | -------------------------- | ---------------------- | ---------------------- |
| 1re                    | Comunidad Valenciana-Kelme | Espagne                | 216 h 35 min 15 s      |
| 2e                     | Liberty Seguros            | Espagne                | + 23 min 03 s          |
| 3e                     | Illes Balears-Banesto      | Espagne                | + 29 min 59 s          |
| 4e                     | Costa de Almería-Paternina | Espagne                | + 46 min 14 s          |
| 5e                     | Cafés Baqué                | Espagne                | + 51 min 54 s          |

| Classement par équipes | Classement par équipes     | Classement par équipes | Classement par équipes |
| Équipe                 | Équipe                     | Pays                   | Temps                  |
| ---------------------- | -------------------------- | ---------------------- | ---------------------- |
| 1re                    | Comunidad Valenciana-Kelme | Espagne                | 216 h 35 min 15 s      |
| 2e                     | Liberty Seguros            | Espagne                | + 23 min 03 s          |
| 3e                     | Illes Balears-Banesto      | Espagne                | + 29 min 59 s          |
| 4e                     | Costa de Almería-Paternina | Espagne                | + 46 min 14 s          |
| 5e                     | Cafés Baqué                | Espagne                | + 51 min 54 s          |